# Тальжино (селище)
Та́льжино (рос. Тальжино) — селище у складі Новокузнецького району Кемеровської області, Росія. Входить до складу Центрального сільського поселення.
Стара назва — Тальжина.

## Населення
Населення — 461 особа (2010; 398 у 2002).
Національний склад (станом на 2002 рік):
- росіяни — 93 %